# Gigantione bouvieri
Gigantione bouvieri is een pissebed uit de familie Bopyridae. De wetenschappelijke naam van de soort is voor het eerst geldig gepubliceerd in 1900 door Bonnier.